# Paredes Lumberjacks
Os Paredes Lumberjacks são uma equipa portuguesa de futebol americano sediada na cidade de Paredes, que disputa a Liga Portuguesa de Futebol Americano.
Fundados em 2009 após alguns membros dos Porto Renegades terem saído da equipa, inicialmente os Lumberjacks CFA pertenciam à cidade de Paços de Ferreira, contudo em 2009 devido à falta de apoios mudaram-se para o concelho vizinho e afiliaram-se ao Altis Clube de Paredes. Em 2013 a parceria com o Altis Clube de Paredes terminou, sendo que actualmente a equipa é independente e disputa a LPFA sob o nome Paredes Lumberjacks.
Simbolo actual